# Bruce Morrow

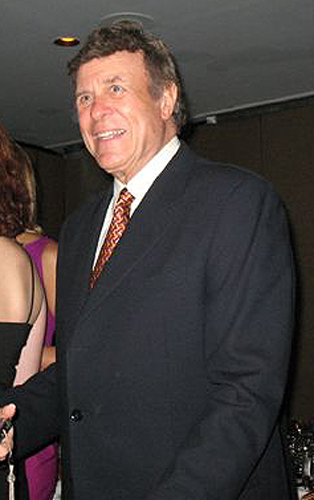
Bruce Morrow (2009)

Bruce „Cousin Brucie“ Morrow (* 13. Oktober 1935 in Brooklyn, New York City als Bruce Meyerowitz) ist ein US-amerikanischer Radiomoderator.

## Leben und Karriere
Morrow wurde 1935 (nach anderen Quellen 1937) als einer von zwei Söhnen des Ehepaars Abe und Minna Meyerowitz geboren. Er besuchte die Madison High School. Während dieser Zeit wurde über Workshops an der Brooklyn Technical High School sein Interesse am Radio geweckt.
Seit 1959 moderierte er als „Cousin Brucie“ beim New Yorker Radiosender WINS auf. Das Pseudonym nahm Morrow an, nachdem eine ältere Dame ins Radiostudio kam und ihn als Cousin ansprach, denn alle Menschen seien ihrer Ansicht nach miteinander verwandt. Der Manager des Radios war zunächst gegen diesen „abgedroschenen“ Namen, gab Morrow aber nach begeisterten Hörerreaktionen einen Vertrag. 1961 wechselte Morrow zu einem Radiosender in Miami, bevor er 1961 nach New York zurückkehrte und für die nächsten 13 Jahre beim Radiosender WABC als Moderator tätig war. 1974 ging er zum New Yorker Konkurrenzsender WNBC.
Ende der 1970er Jahre kaufte er mit dem Unternehmer Robert F. X. Sillerman zwei New Yorker Radiostationen. Sie gründeten später die Sillerman-Morrow Broadcasting Group, Inc., der mehrere Radiosender und Fernsehstationen gehörten.
1982 begann er beim New Yorker Sender WCBS wieder als Radiomoderator zu arbeiten. Morrow, der bereits seit den 1960er Jahren sporadisch in Film- und Fernsehproduktionen zu sehen und hören war, wurde 1987 international durch seinen kurzen Auftritt als Zauberkünstler im Kultfilm Dirty Dancing bekannt. Im gleichen Jahr erschien seine Autobiographie Cousin Brucie: My Life in Rock 'N' Roll Radio. 1988 wurde Morrow in die Radio Hall of Fame aufgenommen.
Seit Mitte der 2000er Jahre war er für Sirius Satellite Radio tätig, aus dem 2008 nach einer Fusion Sirius XM hervorging.
Morrow ist seit 1974 in zweiter Ehe mit Jodie Morrow verheiratet. Aus seiner ersten Ehe gingen ein Sohn und zwei Töchter hervor.

## Filmografie (Auswahl)
- 1966: Die Beatles in New York (The Beatles at Shea Stadium, Dokumentation)
- 1972: Between Time and Timbuktu (Fernsehfilm)
- 1972: Stigma
- 1978: Sgt. Pepper’s Lonely Hearts Club Band
- 1979: Die Mädchen von der Tankstelle (Gas Pump Girls)
- 1987: Dirty Dancing
- 1996: Babylon 5 (Fernsehserie, eine Episode)
- 2005: Brooklyn Lobster (Sprechrolle)
- 2007: Across the Universe (Sprechrolle)

## Werke
- Cousin Brucie: My Life in Rock 'N' Roll Radio. (mit Laura Baudo) Beech Tree Books, 1987, ISBN 978-5-550-66481-0
- Doo Wop: The Music, the Times, the Era. (mit Rich Maloof) Sterling, 2007, ISBN 978-1-4027-4276-7